# Kikukawa Eizan
Kikukawa Eizan (Kikukawa Eizan (菊川 英山?); 1787 – 17 luglio 1867) è stato un pittore giapponese di stile ukiyo-e.

## Biografia

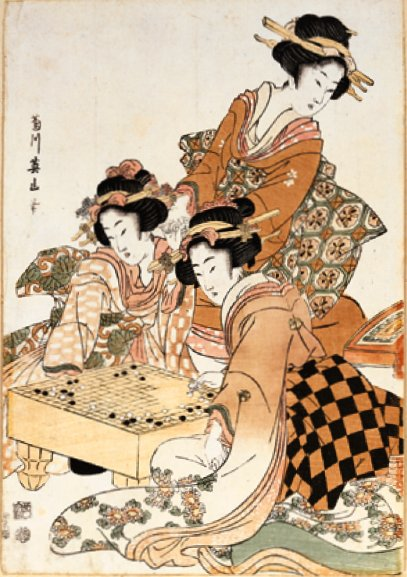
Geisha giocano a go, xilografia

Inizialmente studiò con il padre, Eiji, un esponente della scuola Kanō, e successivamente con Suzuki Nanrei (1775–1844) della scuola Shijō. Probabilmente studiò anche con Totoya Hokkei (1790–1850). Negli anni '30 del 1800 si dedico alla produzione di stampe che ritraevano donne e fanciulle (bijin-ga), ma poi abbandonò la xilografia in favore della pittura.
Questo artista è spesso confuso con Harukawa Eizan, un altro xilografo ukiyo-e, che fu però attivo negli anni '90 del 1700.
Eizan fu il migliore fra i seguaci di Utamaro che cercarono di far rimanere in vita lo stile bijin dopo la morte del loro maestro nel 1806.
Insieme a Tsukimaro e Utamaro II, Eizan è stato considerato dagli esperti come un imitatore di Utamaro, anche se dai suoi lavori si evince come egli abbia sviluppato un proprio stile partendo dallo studio delle opere del suo maestro.
Anche dopo aver sviluppato uno stile indipendente, Eizan si concentrò sulle figure femminile. Le sue opere mantengono infatti la sensibilità e la raffinatezza che contraddistinguono Utamaro, in contrapposizione al realismo e alla sensualità di Kunisada e Keisai Eisen.
Eizan fu l'ultimo esponente dell'ukiyo-e nell'arte bijin: egli, infatti, utilizzava armonie cromatiche e soggetti eleganti. La maggior parte degli autori a lui posteriori, infatti, utilizzavano colori più forti e tratti spigolosi, e si concentravano principalmente sul peso materiale della vita terrena, piuttosto che sulla bellezza di una realtà eterea.
Nelle opere di Eizan si può ancora notare una certa raffinatezza, e nei suoi migliori egli dipingeva il mondo con scenari eleganti e giochi di luci.
Era mancino.

## Galleria d'immagini

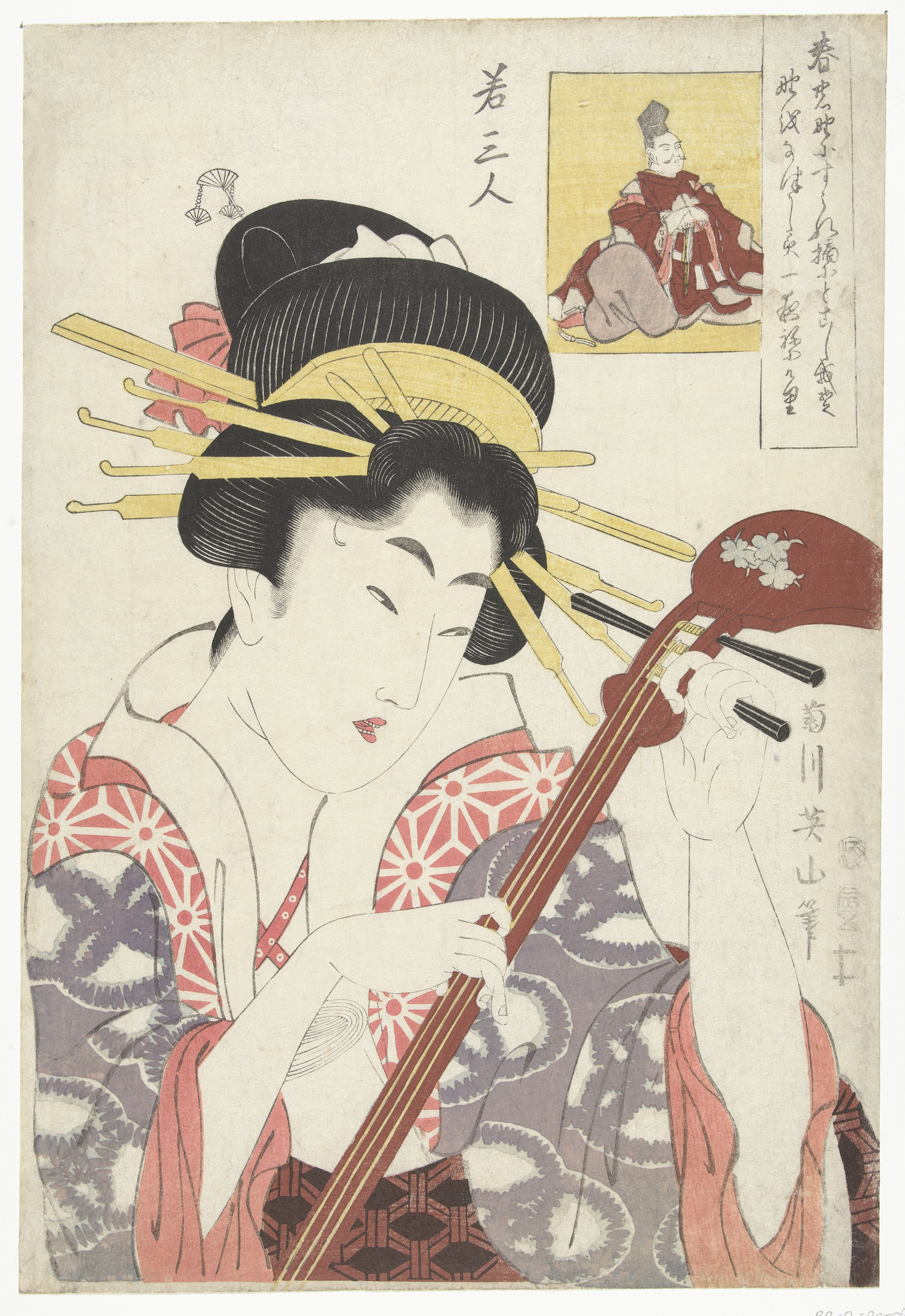
Donna con lo shamisen, 1808.
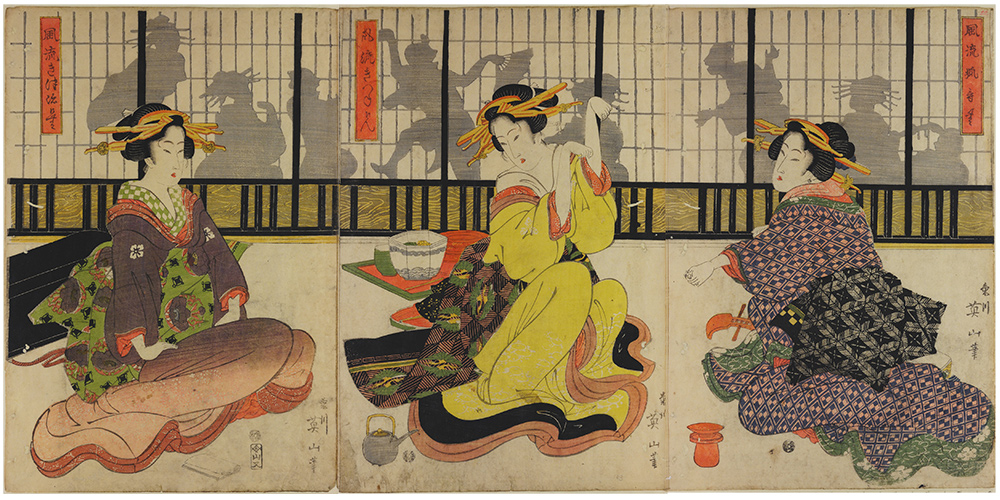
Geisha che giocano a kitsune-ken, 1820.
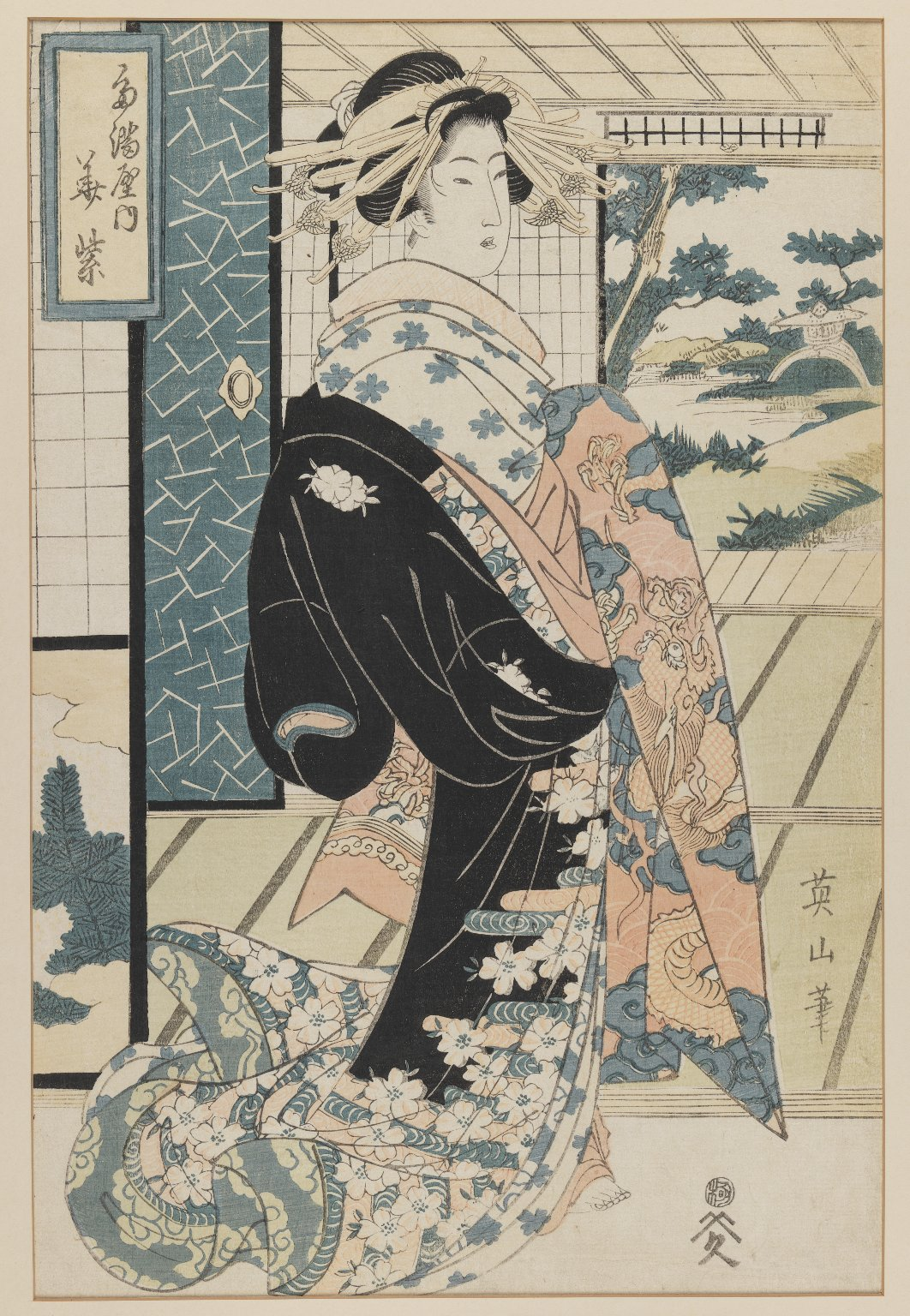
Bijin
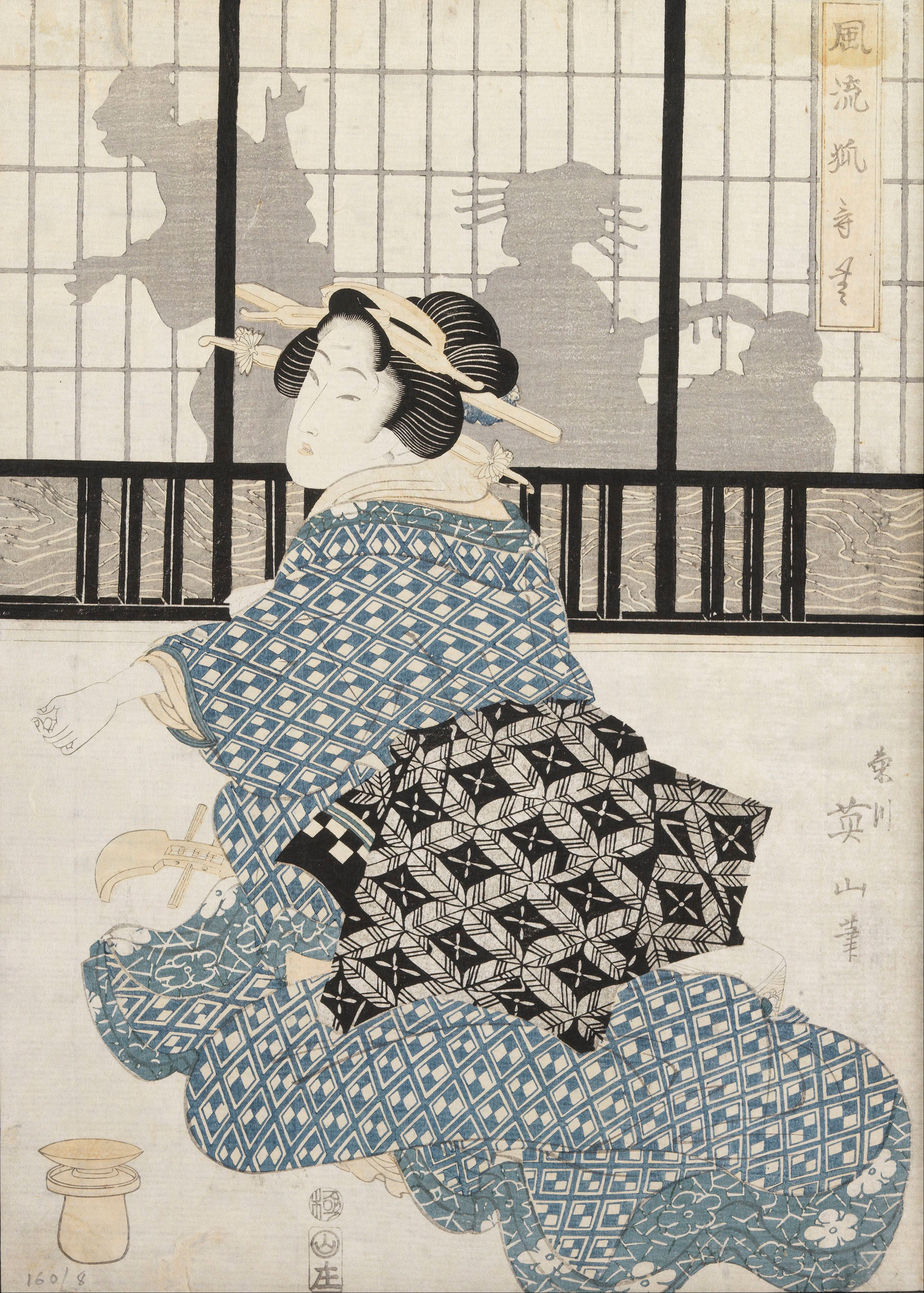
Bijin
Donna impegnata nella cerimonia del tè